# 2024年6月塞瓦斯托波爾導彈襲擊
2024年6月23日，一枚被攔截的烏克蘭ATACMS導彈碎片落在俄佔克里米亞塞瓦斯托波爾的一處海灘上，造成4人死亡，151人受傷。

## 攔截
根據俄羅斯國防部的說法，5枚美國提供給烏克蘭的 ATACMS火箭在塞瓦斯托波爾上空被攔截。一枚被攔截的導彈碎片落在海灘上，造成4名平民死亡，其中包括2名兒童，另有151人受傷。衛星照片顯示克里米亞維提諾的冥王星綜合體受損。

## 反應
俄羅斯國防部指責美國對此次襲擊負有直接責任，稱「所有美國 ATACMS戰術導彈的飛行任務均由美國專家根據美國自己的衛星偵察數據制定。」